# Ryan van Eijk
Adrianus Antonius Thaddeus (Ryan) van Eijk (Kerkrade, 1961) is een Nederlands theoloog en justitiepastor.

## Levensloop

### Studie
Van Eijk studeerde na het behalen van zijn gymnasiumdiploma theologie aan de Universiteit voor Theologie en Pastoraat in Heerlen en de Radboud Universiteit in Nijmegen. Hierna vertrok hij naar Ghana waar hij West-Afrikaanse geschiedenis studeerde aan de Universiteit van Cape Coast. Toen hij terugkeerde naar Nederland studeerde hij nog rechten  aan de Universiteit van Maastricht.

### Loopbaan
Van Eijk werkte tijdens zijn studie rechten als sociëteit voor Afrikaanse Missiën in Afrikacentrum in Cadier en Keer. In 1998 ging hij werken als gevangenispastor bij het Ministerie van Justitie en Veiligheid. Hij leidde als geestelijk verzorger diensten in de gevangenissen van Rotterdam, Krimpen aan den IJssel, de PI Vught en de RJJI De Hartelborgt in Spijkenisse. Daarnaast werkte hij als onderzoeker en secretaris CJP bij de Universiteit van Tilburg en de Protestantse Theologische Universiteit. Hij is sinds 2015 hoofdaalmoezenier  bij het Ministerie van Justitie. Op 26 april 2017 werd hij door hulpbisschop Everard de Jong in de Abdijkerk van Rolduc in Kerkrade tot diaken gewijd. Daarnaast is hij bestuurslid van Stichting Kwaliteitsregister Geestelijk Verzorgers.